# Kurt Beier (Karikaturist)
Kurt Beier (* 1. August 1909 in Gornsdorf im Erzgebirge; † Juli 1979 in Wandlitzsee bei Berlin) war ein deutscher Karikaturist. Er war bekannt unter seinem Pseudonym KUBEGO, das eine Kombination aus Kurt Beier aus Gornsdorf darstellt. Der gelernte Kaufmann arbeitete ab 1949 hauptberuflich als Karikaturist und Pressezeichner, vor allem für die Berliner Zeitung und die Neue Fußballwoche, für die er täglich bzw. wöchentlich zeichnete. Sein Stil ähnelt dem ligne claire von Hergé. Bis zu seinem Tod zeichnete er jährlich das Porträt des Fußballer des Jahres der DDR für die Fuwo.
Die Fuwo betrauerte seinen Tod in der Woche vor seinem 70. Geburtstag als einen ihrer ersten Mitarbeiter. Zuletzt lebte er in Wandlitzsee bei Berlin.